# Tom Van Arsdale

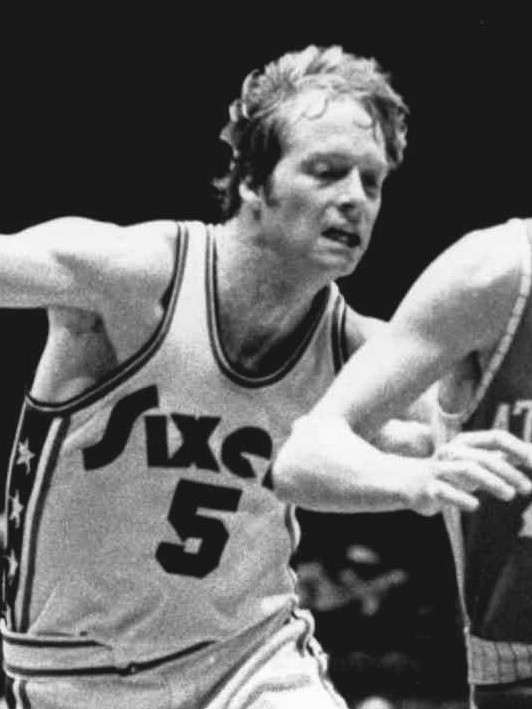
Tom Van Arsdale, 1974.

Thomas Arthur "Tom" Van Arsdale, född 22 februari 1943 i Indianapolis i Indiana, är en amerikansk före detta professionell basketspelare (SG/SF) som tillbringade tolv säsonger (1965–1977) i den nordamerikanska basketligan National Basketball Association (NBA), där han spelade för Detroit Pistons, Cincinnati Royals, Kansas City-Omaha Kings, Philadelphia 76ers, Atlanta Hawks och Phoenix Suns.
Under sin NBA-karriär gjorde Van Arsdale 14 232 poäng (15,3 poäng per match), 2 085 assists samt 3 942 rebounds, räddningar från att bollen ska hamna i nätkorgen, på 929 grundspelsmatcher.
Han draftades av Detroit Pistons i andra rundan i 1965 års draft som 14:e spelare totalt.
Innan Van Arsdale blev proffs studerade han och sin tvillingbror Dick Van Arsdale vid Indiana University Bloomington och spelade för deras idrottsförening Indiana Hoosiers.